# Countesthorpe
Countesthorpe – wieś w Anglii, w hrabstwie Leicestershire, w dystrykcie Blaby. Leży 9 km na południe od miasta Leicester i 136 km na północny zachód od Londynu. Miejscowość liczy 6393 mieszkańców.